# Muzykoplastyka
Muzykoplastyka – druga płyta zespołu PIN, której premiera odbyła się 29 sierpnia 2008 roku.
Z albumu tego pochodzi singel „Niekochanie”, który stał się jednym z hitów lata 2008. Muzykoplastyka to kilka historii namalowanych dźwiękami. Płyta zyskała uznanie fanów dobrego pop-rockowego grania. Drugim singlem promującym płytę jest piosenka „Pójdę pod wiatr, jak najdalej”. 

## Lista utworów
1. „Wino i śpiew” (muzyka i słowa: Aleksander Woźniak)
2. „Niekochanie” (muzyka: Woźniak, Andrzej Lampert, Sebastian Kowol, słowa: Woźniak)
3. „Żenia” (muzyka: Lampert, słowa: Lampert, Woźniak)
4. „Pójdę pod wiatr, jak najdalej” (muzyka: Woźniak, Kowol, słowa: Lampert, Woźniak)
5. „Moja wolność bez ciebie” (muzyka: Lampert, słowa: Woźniak)
6. „Pewność niepewna” (muzyka i słowa: Woźniak)
7. „Ślad na wodzie ” (muzyka i słowa: Woźniak)
8. „Nigdy nie będę twój” (muzyka: Kowol, Woźniak, słowa: Kowol, Woźniak, Lampert)
9. „Priorytet” (muzyka i słowa: Lampert)
10. „Dziewczyna nie dla mnie” (muzyka Kowol, Woźniak, słowa: Woźniak)
11. „Brakuje nam miłości” (muzyka: Lampert, słowa: Lampert, Woźniak)

BONUS:
1. „Wina mocny smak” (muzyka: Woźniak, Lampert, Kowol, słowa: Woźniak)
2. „Bo jest tylko jeden świat” (muzyka: Lampert, Kowol, słowa: Lampert, Woźniak)